# Кадуган ап Оуайн
Кадуган ап Оуайн (валл. Cadwgan ap Owain; умер в 951 году) — король части Гливисинга (930—951), сын Оуайна, короля Гливисинга, и его жены Элейн, дочери Родри.

## Биография
В 930 году умер Оуайн, который с 920 года правил Гвентом и Гливисингом одновременно. Моргануг был разделен между его тремя сыновьями: Кадуган и Морган стали править Гливисингом, а Грифид стал править полуостровом Гауэр, что на самом крайнем западе Гливисинга, на границе с Дехейбартом.
В 935 году Грифид умер и его земли унаследовал Кадуган. Анналы Камбрии сообщают, что его убили саксы в 951 году. Ему наследовал его брат Морган.